# Cylindrium cordae
Cylindrium cordae är en svampart som beskrevs av Grove 1886. Cylindrium cordae ingår i släktet Cylindrium och familjen Nectriaceae.   Inga underarter finns listade i Catalogue of Life.